# Disparition de Leah Roberts
Le 18 mars 2000, sur une route près de la Mount Baker Highway (comté de Whatcom, État de Washington aux États-Unis), des joggeurs ont signalé un véhicule accidenté au fond d’un talus près de Canyon Creek, un affluent du Nooksack. Des shérifs adjoints ont trouvé une Jeep Cherokee blanche de modèle 1993 avec des plaques nord-caroliniennes. Ils ont découvert que la voiture appartenait à Leah Roberts (née le 23 juillet 1976), qui avait quitté brusquement sa maison à Durham en Caroline du Nord neuf jours auparavant. Un employé d’une station-service à Everett, Washington, a appelé la police en disant que sa femme avait vue Léah, désorientée et près de cette station-service, peu après la découverte de sa voiture ; elle reste disparue depuis cette date.
Dans les années précédant la disparition de Leah, elle avait perdu ses parents, et elle avait été grièvement blessée lors d’un accident de voiture. Ses amis, ainsi que son frère et sa sœur, disent que ces événements l’ont portée à réfléchir aux questions spirituelles et à remettre en cause le sens de sa vie. Elle avait abandonné ses études à l’université d’État de Caroline du Nord, alors qu'elle était sur le point d’obtenir son diplôme ; elle avait commencé à passer beaucoup de temps dans un café près de chez elle, où elle écrivait des poèmes dans son journal intime, à propos des questions auxquelles elle portait un fort intérêt. Selon une note qu’elle a laissée, elle s’était inspirée de l’œuvre de Jack Kerouac, particulièrement du roman Les Clochards célestes, qui contient des scènes au pic Desolation, près duquel sa voiture a été retrouvée. Elle a aussi laissé de l’argent pour couvrir les dépenses du ménage pendant son absence, ce qui laisse à penser qu’elle comptait rentrer chez elle dans le mois qui a suivi son départ.
Les enquêteurs se sont concentrés sur les indices (éventuellement contradictoires) trouvés dans sa voiture. Des documents suggèrent qu’elle était arrivée à Bellingham, Washington au plus tard le 13 mars 2000, cinq jours avant la découverte de la voiture. Des soupçons initiaux, selon lesquels la voiture était inoccupée lors de l’accident, et qu’elle avait été accidentée intentionnellement, ont été confirmés quand des experts ont examiné ses composants mécaniques plusieurs années plus tard. Ils ont découvert qu’ils avaient été sabotés de manière à faciliter un accident. Des couvertures avaient été attachées aux vitres de la voiture, ce qui a mené à soupçonner que la voiture avait servi d’abri après l’accident. Les effets personnels de Leah ont été retrouvés dispersés sur place ; cependant, un vol semblait improbable vu que ces effets comprenaient de l’argent et des bijoux.
Bien que les émissions de télévision Les Enquêtes extraordinaires et Disappeared aient présenté cette affaire, il reste très peu de pistes. À l’été 2005, des bénévoles d’un groupe nord-carolinien qui mobilise son attention sur les personnes disparues a organisé un voyage à travers les États-Unis pour susciter une prise de conscience sur cette affaire et d’autres. C'est désormais un évènement annuel.

## Contexte
Leah Toby Roberts est née en 1976, benjamine de trois enfants d’une famille habitant en banlieue de Durham, en Caroline du Nord. Quand elle eut 17 ans, son père a contracté une maladie pulmonaire chronique, ce qui a exercé beaucoup de pression sur la famille au moment où Leah commençait ses études à l’université d’État de Caroline du Nord à Raleigh en 1995. Sa mère est morte subitement d’une maladie cardiaque quand Leah avait vingt ans, pendant sa première année universitaire.
À l’automne de 1998, Leah a repris ses études universitaires après une pause. Peu après, elle a été hospitalisée, avec un poumon perforé et un fémur fracturé dans un grave accident de voiture. Les chirurgiens ont dû insérer une plaque métallique pour faciliter la consolidation de la fracture. Quand elle a parlé de l’accident avec sa sœur Kara, plus tard, elle lui a expliqué qu'en voyant un camion sortir d’une route secondaire directement sur elle, elle était certaine qu’elle allait mourir et qu’elle s’était sentie « née de nouveau » après son rétablissement. Elle a pris encore une pause dans ses études, et à ce moment-là, elle a décidé de vivre pleinement.
Au printemps de 1999, trois semaines avant son départ prévu pour un voyage éducatif au Costa Rica, son père décède. Malgré ça, Leah décide de s’en tenir à son projet et de faire le voyage. Vu que Léah quittait le pays ayant ses deux parents morts, sa sœur Kara a reçu la procuration sur les comptes bancaires de Leah, sur lesquels de l’argent hérité de ses parents avait été déposé.
Leah avait presque acquis son diplôme en espagnol et anthropologie quand elle a abandonné ses études. Kara, et leur frère, Heath, ont essayé de la persuader de continuer ses études pour les six mois restants, mais elle a refusé de changer d’avis. Au lieu de ses études, elle a appris la guitare et s’est mise à la photographie. Elle a adopté un chaton qu’elle a nommé Bea. Elle a commencé à passer du temps dans les cafés en écrivant de la poésie dans ses journaux intimes au sujet du sens de la vie ; elle s’est également fait de nouveaux amis. Avec une de ses amies, Jeannine Quiller, et sa colocataire Nicole Bennett, elle a discuté l’idée d’imiter Jack Kerouac, écrivain de la Beat Generation, en partant en road trip dans l’Ouest américain.

## Disparition
Le matin du 9 mars 2000, Leah a parlé au téléphone avec Kara au sujet de ses projets. Elles n’ont pris aucun engagement, mais Kara se rappelle que l’appel s'est terminé par l’accord qu’elles se verraient d’une manière ou d’une autre dans un avenir proche. Plus tard dans la même journée, Leah et Nicole Bennett ont accepté de faire du baby-sitting ensemble le lendemain. Nicole est partie au travail ; quand elle est rentrée, elle a remarqué que ni Leah, ni sa Jeep Cherokee blanche de modèle 1993, n’étaient là. Nicole ne s’en est pas souciée puisque la conduite de Leah était imprévisible depuis l’abandon de ses études, et qu'elle n’avait pas de besoin de travailler parce qu’elle vivait alors de son héritage.
Leah était absente au rendez-vous de baby-sitting le lendemain et n’était toujours pas rentrée chez elle à la fin de la journée. Elle resta absente pendant toute la journée du 11 mars. À ce moment, ses amis et sa famille qui s’attendaient à la voir, avaient téléphoné ou s'étaient rendus à la maison pour la chercher. Le lundi 13 mars, Kara a signalé sa disparition à la police de Durham.

## Enquête
Le lendemain, Kara Roberts et Nicole Bennett ont fouillé la chambre de Leah. Beaucoup de ses vêtements manquaient, ce qui a suggéré que Leah avait prévu une longue absence. Il semblait que Leah avait pris Bea avec elle, et elle avait laissé un mot : « I’m not suicidal, I’m the opposite » (« Je ne suis pas suicidaire – au contraire »). Dans ce billet, elle avait rassuré sa sœur et ses amis et elle avait mentionné Kerouac. Elle avait aussi laissé un dessin du sourire du chat du Cheshire, et une liasse de billets qui couvrait sa part du loyer et des charges pendant un mois, et elle avait suggéré qu’elle rentrerait.
Vu que Kara avait toujours la procuration sur les comptes bancaires de Leah, elle a pu examiner l'état de ses finances. Elle a découvert que Leah avait retiré plusieurs milliers de dollars l’après-midi du 9 mars, puis utilisé sa carte de crédit pour payer une chambre de motel près de Memphis, au Tennessee. Plus tard, le relevé bancaire a montré des achats de carburant et de nourriture. Selon les lieux de ces transactions, Leah aurait voyagé vers l’ouest sur l’Interstate 40, puis vers le nord sur l’Interstate 5 une fois fini son trajet sur l’Interstate 40 en Californie.
Tous mouvements sur les comptes bancaires de Leah ont cessé après un achat d’essence, peu après minuit le 13 mars à Brooks, en Oregon. Afin de comprendre la raison pour laquelle sa sœur voyageait au Nord-Ouest Pacifique, Kara Roberts, avec Susie Smith, la meilleure amie de Leah, est allée dans les cafés que Leah avait fréquentés  à Durham . Là, elles ont trouvé Jeannine Quiller, avec qui Leah avait discuté de l’œuvre de Kerouac. Ces deux femmes avait été particulièrement frappées par Les Clochards célestes, la suite de Sur la route, un roman nettement plus connu. Dans Les Clochards célestes, l’auteur avait travaillé pendant un temps comme pompier pour le service des forêts des États-Unis au pic Desolation dans la chaîne des Cascades (État de Washington), où il a été profondément ému par la beauté de paysage. Leah avait exprimé son intérêt de voir cette région elle-même.
Kara fut soulagée d’avoir découvert l’objectif probable de sa sœur, et elle est revenue à sa routine quotidienne. Il n’y a eu aucun nouveau mouvement sur les comptes bancaires de Leah, mais Kara n’avait aucune raison de croire qu’un événement malheureux s’était produit.

### Découverte du véhicule
Kara s’était attendue à ce que Leah lui téléphone le 18 mars pour lui souhaiter un bon anniversaire. À la place, elle a reçu une lettre du bureau du shérif du comté de Durham lui disant d’appeler un shérif dans le comté de Whatcom à Bellingham, Washington. Elle a appris que la Jeep de Leah avait été retrouvée dans une forêt isolée mais que Leah n’était pas présente.
Tôt le matin de ce jour-là, un couple qui joggait le long de la Canyon Creek Road (une route secondaire de la Mount Baker Highway qui dessert quelques résidences isolées et des chantiers forestiers dans et aux alentours de la forêt nationale du mont Baker-Snoqualmie, près de la frontière canado-américaine) a aperçu des vêtements sur le côté de la route, près d’un virage léger au sommet d’une colline. Quelques vêtements avaient été attachés à des arbres et des branches au bord de la route. La Jeep de Leah se trouvait gravement accidentée au fond d’un talus raide.
En jugeant du parcours pris par la voiture parmi les arbres et de l’étendue des dommages de la voiture et des arbres, les enquêteurs du Washington State Patrol ont déterminé que la voiture voyageait à une vitesse d’environ 40 miles par heure (64 kilomètres par heure) quand elle a quitté la route pour descendre le talus. Les objets dans la voiture avaient été déplacés partout, ce qui était cohérent avec un tonneau, mais il n’y avait aucune trace de sang ni d’autres indices suggérant une blessure (comme des marques sur les vitres ou des ceintures de sécurité déroulées, ce qui serait probable s’il y avait eu un conducteur et/ou des passagers. Il semblait probable que personne n’était pas dans le véhicule au moment de l’accident, ce qui a suggéré que l’accident avait été mis en scène ou planifié.
Cependant, des couvertures et des oreillers avait été attachés aux vitres depuis l’intérieur, ce qui a suggéré que le véhicule avait servi d’abri après l’accident. Le passeport, le chéquier, le permis de conduire, des vêtements, la guitare, des CDs et d’autres possessions de Leah ont été trouvés dispersés dans le bois environnant. Il y avait des aliments et un panier pour chats dans le véhicule, ce qui a confirmé que Leah avait amené Bea (qui était également disparue). Des objets de valeur, tels que 2.500 dollars en espèces dans une poche de pantalon, ainsi que des bijoux, avaient été abandonnés dans le véhicule, donc le vol n’était pas le mobile d’un éventuel crime.
Kara et Heath sont allés à Bellingham pour aider les enquêteurs. Ils ont visité le lieu de l’accident et créé un flyer avec l’aide du bureau du shérif, qu’ils ont affiché partout en ville. Ils sont allés dans des magasins et des entreprises que Leah aurait pu fréquenter pour poser des questions aux propriétaires et aux clients. Parmi les possessions de Leah, ils ont trouvé un carton contenant des souvenirs qu’elle avait accumulés pendant son voyage, ce qui a fourni une idée plus claire de la date où Leah était arrivée dans le comté de Whatcom : le talon d’un billet de cinéma datant du 13 mars pour une séance en matinée d’American Beauty dans le centre commercial Bellis Fair à Bellingham. Ceci a suggéré qu’elle avait peut-être passé quelques heures en ville, après être arrivée le matin du même jour à la suite d’un voyage de cinq ou six heures depuis une station de service en Oregon, où elle avait acheté du carburant.
Le seul restaurant du centre commercial se trouve près du cinéma ; Heath et Kara a pensé que Leah aurait pu y aller pour manger. Des enquêtes ont mené la police à deux hommes qui se sont souvenus de Leah ; ils s’étaient assis à ses côtés le 13 mars. Ils avaient tous les trois discuté de Kerouac et des projets de Leah. Un des hommes a constaté qu'elle était partie avec un troisième homme, qu’elle avait appelé Barry. Ce témoin a fourni une description pour établir un portrait-robot de Barry. Néanmoins, ni l’autre homme ni d’autres clients qui étaient dans le restaurant ce jour-là n’ont pu corroborer l’existence de Barry.
Les enquêteurs ont continué à examiner la Jeep de Leah dans un atelier de la police scientifique. Le FBI était également sur place, après avoir commencé à participer à l’enquête vu que Leah avait franchi des frontières inter-états. Deux indices ont suggéré que Leah avait été victime d’un acte criminel. Premièrement, le montant d’argent retrouvé dans la poche de son pantalon a indiqué qu’elle avait passé très peu de temps à Bellingham – moins que le montant dont elle aurait eu besoin si elle avait été là depuis plusieurs jours. Deuxièmement, la bague de fiançailles de sa mère avait été retrouvée sous un tapis de sol, or Leah portait constamment cette bague ; ses amis en Caroline du Nord ont dit qu’elle la gardait précieusement pour la connexion qu’elle lui offrait avec sa mère décédée, et qu’elle ne l’enlèverait jamais sauf si elle perdait la mémoire,.
Heath et Kara sont rentrées en Caroline du Nord quatre jours plus tard. La police – en suivant la théorie que Leah s’était blessée dans l’accident et s’était égarée – a passé deux semaines en avril en fouillant, avec des chiens et des hélicoptères, la zone dans laquelle la Jeep a été découverte, dans un secteur que Leah aurait pu couvrir si elle avait quitté le lieu de l’accident. Les équipes de recherche n’ont trouvé aucune trace de Leah. Sur un enregistrement d’une caméra de sécurité de la station-service en Oregon où elle avait acheté du carburant, Leah est seule et apparemment indemne, mais elle regarde plusieurs fois vers le parking (qui n’était pas couvert par une caméra) en attendant la fin de son achat. Ceci pourrait indiquer qu’elle avait un compagnon de voyage, peut-être « Barry », avec qui elle aurait dîné à Bellis Fair, mais – s’il existait – les enquêteurs croient qu’il n’a pas voyagé dans la voiture de Leah.

### Développements ultérieurs
Quelques jours après la découverte de la Jeep accidentée, un homme a téléphoné au bureau du shérif ; pour signaler que sa femme avait vu Léah, dans un état de désorientation et confusion, en train d’errer près d’une station-service à Everett, plus près de Seattle que Bellingham. Après avoir donné ces informations, il a apparemment paniqué et a raccroché sans s’identifier. Néanmoins, la police croit que ce témoin est crédible et cet appel reste la dernière trace de Leah.
En 2001, la série télévisée Les Enquêtes extraordinaires, qui diffusait à cette époque sur Lifetime, a présenté cette affaire. Les enquêteurs ont reçu quelques nouveaux renseignements et des observations de Leah dans d’autres parties des États-Unis, mais il n’y a eu aucune piste solide.
En Caroline du Nord, Kara a pris contact avec Monica Caison, originaire de Wilmington qui a aidé d’autres familles à trouver leurs proches après la non-résolution officielle de leurs affaires. Caison est spécialisée dans le maintien de ces affaires dans les médias après l’épuisement de toutes pistes d’investigation, avec l’aide d’un réseau de bénévoles qui s’appelle Community United Effort (« Efforts unis de la communauté »). En 2005, lors du quatrième anniversaire de la disparition de Leah, Caison a organisé une caravane à travers le pays, en suivant la route de Leah jusqu’à Bellingham, pour sensibiliser sur cette affaire ainsi que celles d’autres personnes disparues ; cette caravane est désormais un événement annuel. Caison et Kara ont participé à Larry King Live sur CNN en 2005. Kara a dit à l’animateur : « Je ne sais pas comment j’aurais survécu les cinq dernières années sans elle [Caison]. On essaie tout simplement d’assurer que son visage [Kara] reste en devant de la scène publique autant que possible. »
Après la conclusion de l’enquête initiale, Kara a demandé au bureau de shérif du comté de Whatcom de garder la voiture de Leah au cas où d’autres indices seraient découverts. Cette décision a porté ses fruits en 2006 quand Mark Joseph, l’inspecteur qui avait mené l’enquête initiale, a passé son dossier à deux plus jeunes inspecteurs. En relisant le rapport de l’affaire de Leah, l’un de ces inspecteurs a remarqué que la voiture et son contenu n’avaient pas été traités dans leur intégralité pour trouver des indices Ils ont alors décidé de terminer cette tâche.
Personne n’avait regardé sous le capot de la Jeep. Les enquêteurs l’ont alors ouvert en faisant levier, et ont découvert qu’un fil raccordant le relais de démarreur avait été coupé. Ceci aurait permis à la voiture d'accélérer sans que quelqu'un ne soit dans la voiture, ce qui a confirmé les soupçons que la voiture était inoccupée lors de l’accident, et que celui-ci était intentionnel. Ils ont trouvé une empreinte digitale sous le capot et de l’ADN mâle sur une pièce de vêtement de Leah.
Cette découverte a ramené les enquêteurs à l’homme qui avait prétendu avoir vu Leah en partant du restaurant à Bellis Fair avec un troisième homme qu’elle a appelé « Barry », dont le deuxième témoin uniquement avait signalé  l’existence. Ce témoin avait travaillé comme mécanicien et avait une formation militaire, ce qui a soulevé les soupçons des inspecteurs. Il avait également déménagé au Canada depuis l’époque de la disparition de Leah, ce qui a compliqué et prolongé les efforts pour obtenir ses empreinte digitales et son ADN. Au moment d’un épisode dédié à l’affaire sur Investigation Discovery en 2011, on apprenait que l’empreinte digitale sous le capot ne correspondait à celle du témoin, mais que les investigateurs étaient encore en train d’attendre les résultats du test ADN.
Les détectives continuent d'espérer que les éléments supplémentaires qu'ils ont recueillis conduiront à une résolution de l'affaire. Cependant plusieurs recherches dans la région, avec les chiens formés pour renifler les corps et avec des détecteurs de métaux, qui pourraient trouver la tige de métal dans la jambe de Léah, n'ont pas abouti. Ils croient que Léah a probablement fait une mauvaise rencontre, et qu'elle est morte, mais sa localisation reste inconnue.